# Jezebel (песня)
«Jezebel» (от библейской Иезавель) — песня финской рок-группы The Rasmus, выпущенная как сингл 18 января 2022 года. Он был написан в соавторстве с вокалистом Лаури Юлёнен и продюсером Десмондом Чайлдом. Песня будет представлять Финляндию на конкурсе песни «Евровидение-2022», который пройдет в Турине, Италия. 26 февраля 2022 года песня выиграла ежегодный отборочный конкурс песни «Евровидение» в Финляндии Uuden Musiikin Kilpailu 2022, набрав в общей сложности 310 баллов.

## Информация о песне
Юлёнен сказал, что песня «о девушке, которая берет то, что хочет, не спрашивая. Свободный дух», а также «дань уважения сильным женщинам сегодняшнего дня, которые владеют своим телом, которые отвечают за их чувственность, их сексуальность, и полны решимости быть равными». Группа ранее работала с Дезмондом Чайлдом над их альбомом Black Roses 2008 года и назвала это «потрясающим» снова работать с ним, сказав, что он «знает, как собрать хитовую песню». Название песни отсылает нас к Иезавели, библейскому персонажу, царице Израиля.

## Чарты
| Чарт (2022)                         | Лучшая позиция |
| ----------------------------------- | -------------- |
| Чехия (Rádio — Top 100)             | 12             |
| Финляндия (Suomen virallinen lista) | 4              |